# Ugo D'Orsi
Ugo D'Orsi (Rio de Janeiro, 28 luglio 1897 – Los Angeles, 12 febbraio 1964) è stato un animatore italiano naturalizzato statunitense, noto per il suo lavoro ai Walt Disney Studios.

## Biografia
Nacque a Rio de Janeiro il 28 luglio 1897, da genitori italiani: infatti negli anni 20 si trasferì a Napoli.
Si trasferì a New York nel 1928, sbarcando con la nave SS Saturnia e nel 1932 iniziò a lavorare presso i Fleischer Studios animando alcuni film di Betty Boop. Nel 1933 iniziò a lavorare per la Disney, dove fondò il Dipartimento Effetti Speciali, composto soltanto da lui e dall'animatore asioamericano Cy Young. Tra le altre cose, animò i polli, la coltivazione e la crescita del mais in La gallinella saggia, cortometraggio di debutto di Paperino.
Assieme a Young lavorò poi agli effetti speciali di Biancaneve e i sette nani, Fantasia (nella sequenza L'apprendista stregone lavorò agli effetti dell'acqua), Pinocchio e Bambi.
Lasciò la Disney nel 1941 e morì a Los Angeles il 12 febbraio 1964 all'età di 66 anni.

## Vita privata
D'Orsi aveva sposato nel 1925 Lavinia Olimpia Maria Julia Falci, con cui rimase fino alla sua morte, avvenuta nel 1958.

## Filmografia[2]
- Betty Boop's Ups and Downs (1932)
- Betty Boop's Crazy Inventions (1933)
- Reaching for the Moon (1933)
- Topolino nel paese dei giganti (Giantland, 1933)
- I coniglietti buffi (Funny Little Bunnies, 1934)
- Topolino nel paese dei nani (Gulliver Mickey, 1934)
- The Hot Choc-late Soldiers (1934)
- La grande festa (Hollywood Party, 1934)
- La gallinella saggia (The Wise Little Hen, 1934)
- La dea della primavera (The Goddess of Spring, 1934)
- Topolino nel Far West (Two-Gun Mickey, 1934)
- Fanfara (The Band Concert, 1935)
- Il lago incantato (Water Babies, 1935)
- Carnevalesca (The Cookie Carnival, 1935)
- L'isola del jazz (Music Land, 1935)
- Lo specchio magico (Thru the Mirror, 1936)
- Paperino innamorato (Don Donald, 1937)
- Il piccolo Hiawatha (Little Hiawatha, 1937)
- Il vecchio mulino (The Old Mill, 1937)
- Biancaneve e i sette nani (Snow White and the Seven Dwarfs, 1937)
- Sognando fra le stelle (Wynken, Blynken, and Nod, 1938)
- Pinocchio (1940)
- Fantasia (1940)
- Il drago recalcitrante (The Reluctant Dragon, 1941)
- Bambi (1942)